# Bazas
Bazas (gaskonsko Bazats) je naselje in občina v jugozahodnem francoskem departmaju Gironde regije Akvitanije. Leta 2008 je naselje imelo 4.607 prebivalcev.

## Geografija
Naselje leži v pokrajini Gaskonji ob reki Beuve, 59 km jugovzhodno od Bordeauxa.

## Uprava
Bazas je sedež istoimenskega kantona, v katerega so poleg njegove vključene še občine Aubiac, Bernos-Beaulac, Birac, Cazats, Cudos, Gajac, Gans, Lignan-de-Bazas, Marimbault, Le Nizan, Saint-Côme in Sauviac z 9.126 prebivalci.
Kanton Bazas je sestavni del okrožja Langon.

## Zanimivosti
- Trg republike,
  - gotska katedrala sv. Janeza Krstnika iz 13. in 14. stoletja; kot del romarskih poti v Santiago de Compostelo (Via Lemovicensis) na Unescovem seznamu svetovne kulturne dediščine, sedež škofije Bazas do leta 1802, ko je bilo njeno ozemlje priključeno nadškofiji v Bordeauxu,
- cerkev Notre-Dame-du-Mercadil iz 13, in 14. stoletja,
- gotska stavba Maison de l'Astronome iz 16. stoletja,
- hospic sv. Antona,
- uršulinski samostan iz 17. stoletja.

## Pobratena mesta
- Agurain / Salvatierra (Baskija, Španija);